# 營團9000系電聯車
營團9000系電聯車（日语：／ Eidan 9000-kei densha */?），是日本東京地下鐵（前帝都高速度交通營團）南北線的通勤形電車。
南北線於1991年11月29日起局部啟用，9000系首度載客，車身塗裝為銀色配上與路線顏色相同的翠綠色橫條，起初使用4節車廂編組行走。

## 簡述
這款列車使用鋁合金車身，首批9000系使用配GTO器件的VVVF控制器，其後出廠的新車則改用了IGBT器件。現時全數9000系均以6節車廂編組，每組包括4輛動車及2輛拖車。
9000系在南北線內是以一人控制的方式行走，訊號裝置為ATO方式。

## 形態分類

### 原型車
是指1990年12月川崎重工製的9101編成(9101-9201-9301-9801)
- 車頭方向幕為電動布幕，現在為發光二極管。
- 9201-9301使用了三菱電機製的GTO VVVF牽引變流器。
- 1991年11月29日駒込-赤羽岩淵間開業前，這編成在千代田線進行各種試驗。

### 第一批
- 1991年11月29日駒込-赤羽岩淵間開業時登場的車輛。
- 車頭方向幕為電動布幕，現在為發光二極管。
- 9101編成的9601-9701及9103編成的9203-9303-9603-9703使用日立製作所製的GTO;9105、9107編成的9200-9300-9600-9700使用三菱電機製GTO。

### 第二批
- 1996年3月26日四谷站-駒込間開業時登場的車輛。
- 9200-9300-9600-9700使用日立製作所製作的IGBT。

### 第三批
- 1997年9月30日溜池山王-四谷間開業時登場的車輛。
- 1997年夏天由東急車輛製造製作的9114、9115編成就是3次車。
- 行先表示器和座席和2次車同様。

### 第四批
- 为应对2000年9月26日目黒-溜池山王間開業時登場的車輛。
- 1999年由日本車輛製造製作的9116、9117編成，2000年18～21编成落成。

### 第五批
- 2009年制造。
- 融入了08系、10000系的设计思想，注重舒适度、方便度、环保度、防火度、车体坚固度的提高，多处车内材料有所改进。
- 车灯外观修改。
- 用一个液晶顯示器取代原有的LED列车资讯显示板。